# Planty (Białystok)
Planty – park miejski w Białymstoku o powierzchni 14,94 ha, położony na osiedlu Centrum. Nazwa pochodzi od plantowania (wyrównywania dawnych fortyfikacji; wałów, fos, itp.).

## Położenie
Park jest założony na miejscu wyburzonych murów miejskich między ulicami: Mickiewicza (dawniej Puszkina), Świętojańską, Akademicką a placem Katyńskim. Łączy on ze sobą Park Konstytucji 3 Maja z Parkiem Poniatowskiego. Centralną część parku stanowi prostokątny plac, od którego krzyżowo rozchodzi się sieć dróg w formie alei parkowych. 

## Historia parku
Park (miejski) powstał w latach 1908–10, został zaprojektowany przez Waleriana Kronenberga w stylu naturalistycznym. Posiadał bogatą i zróżnicowaną szatę zieleni. W parku zbudowano jedną z dwóch zaprojektowanych fontann. Początkowo był ogrodzony parkanem drewnianym, a od 1910 parkanem metalowym (przetrwał do 1934 r.) z trzema ozdobnymi bramami według projektu inż. Kołuby. 
W latach 1930–1938 pod patronatem ówczesnego wojewody Mariana Zyndrama-Kościałkowskiego na terenach przyległych do pałacu, położonych w kompleksie Parku Branickich dokonano rozbudowy oraz gruntownej przebudowy parku miejskiego. Modernistyczna kompozycja parku Planty została zaprojektowana przez inż. Stanisława Gralla kierownika Plantacji Miejskich. Łączy w sobie elementy parku naturalnego i kształtowanego parku francuskiego z bogatymi elementami tzw. małej architektury. Centralną część parku stanowi promenada, szeroki komunikacyjny ciąg pieszy (bulwar Aleja Zakochanych) z urządzoną zielenią niską (rabaty, dywany kwiatowe) oraz z prostokątnym basenem z fontannami wyposażonymi w automatyczne urządzenia do iluminacji.
We wschodniej części parku od ul. Mickiewicza znajduje się różanka, prostokątny basen wodny, przy którym ustawiono przed 1938 r. rzeźbę Praczek dłuta Stanisława Horno-Popławskiego oraz staw wodny "Serce".
W PRL-u, począwszy od 1954 roku, park nosił nazwę Przyjaźni Polsko-Radzieckiej.
Fragment parku pomiędzy ulicami: Akademicką, Świętojańską, M. Skłodowskiej-Curie i placem Katyńskim został w 2014 roku nazwany skwerem Lecha i Marii Kaczyńskich - Prezydenta Rzeczypospolitej Polskiej z Małżonką. 1 marca 2018 r. został tam odsłonięty pomnik poświęcony Danucie Siedzikównie ps. "Inka".
Na terenie parku znajdują się m.in.:
- rzeźba Stanisława Horno-Popławskiego – Praczki
- rzeźba Małgorzaty Niedzielko – Pies Kawelin
- pomnik poświęcony Danucie Siedzikównie ps. "Inka"[5]
- promenady – bulwary: Aleja Zakochanych, Józefa Blicharskiego, Mariana Kościałkowskiego

## Galeria

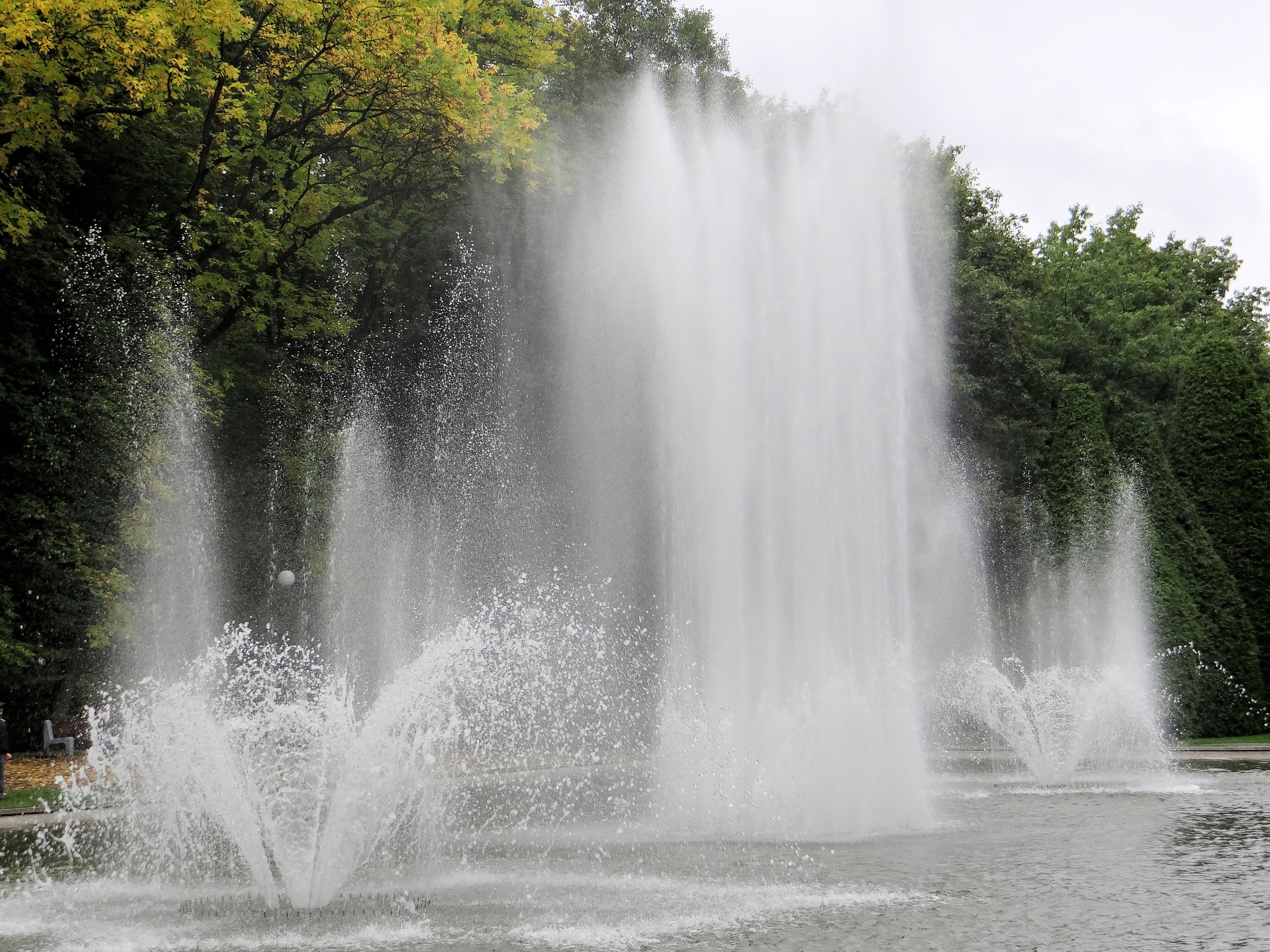
Park Planty – fontanny
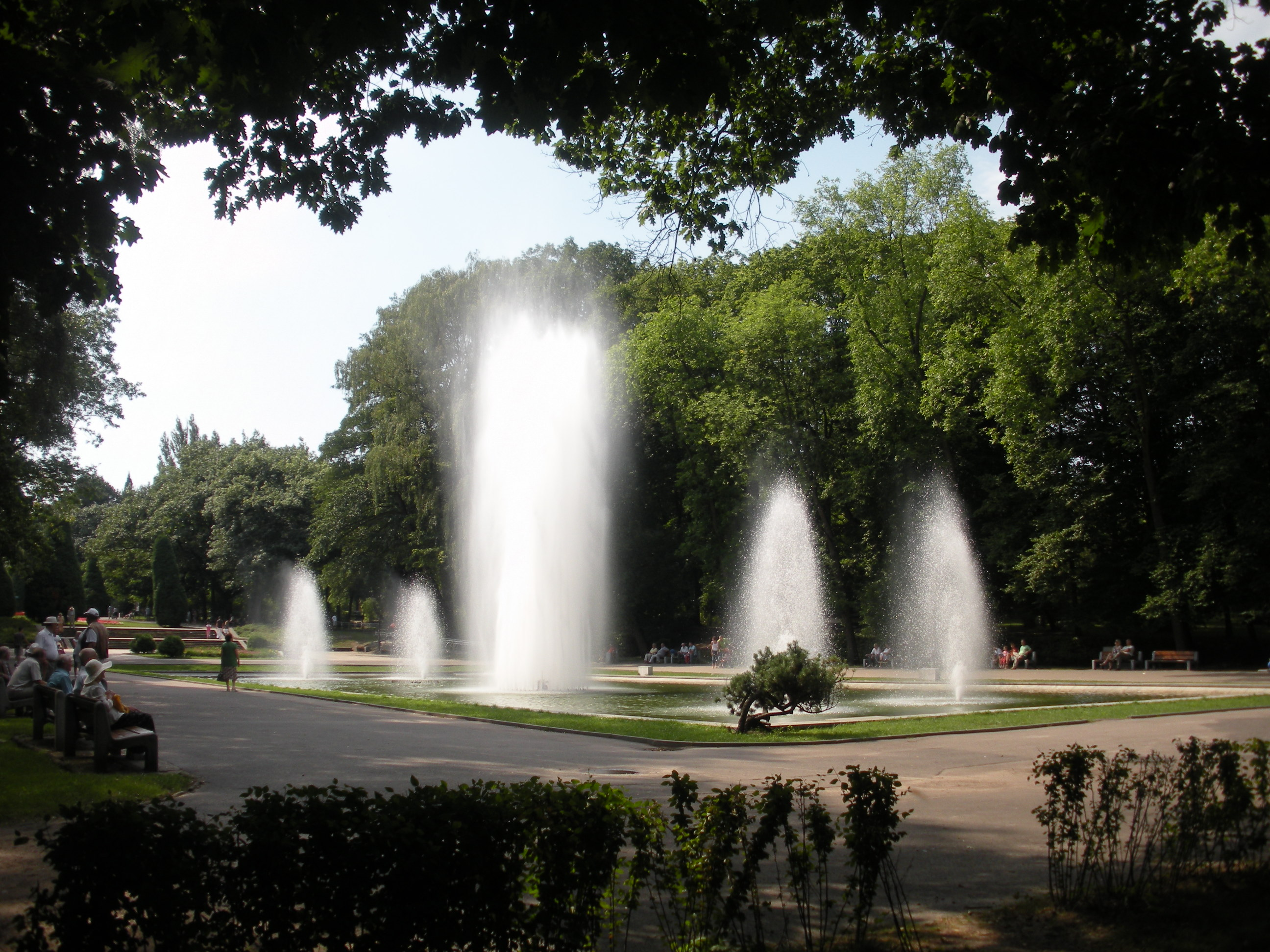
Park Planty – fontanny
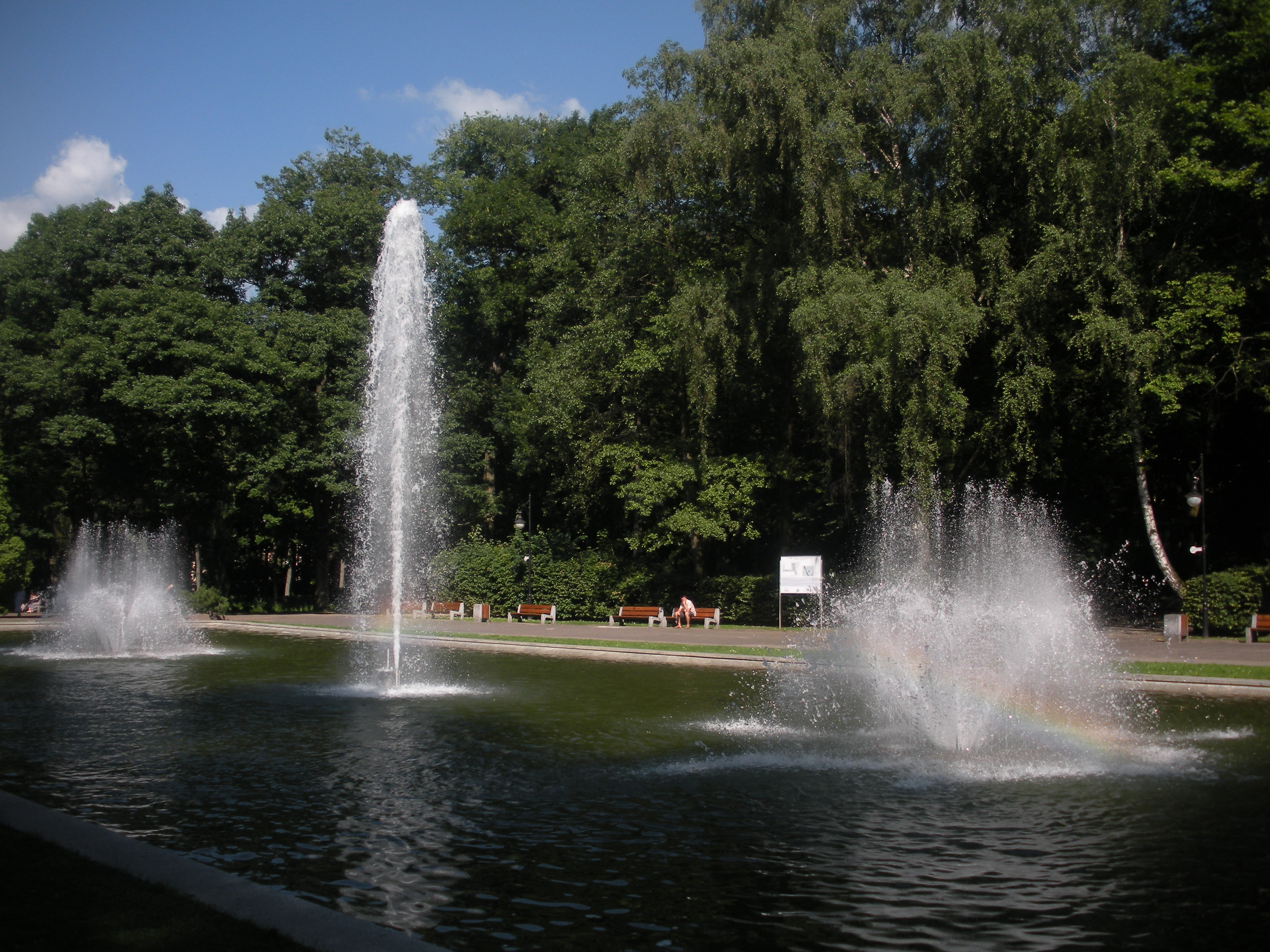
Park Planty – fontanny
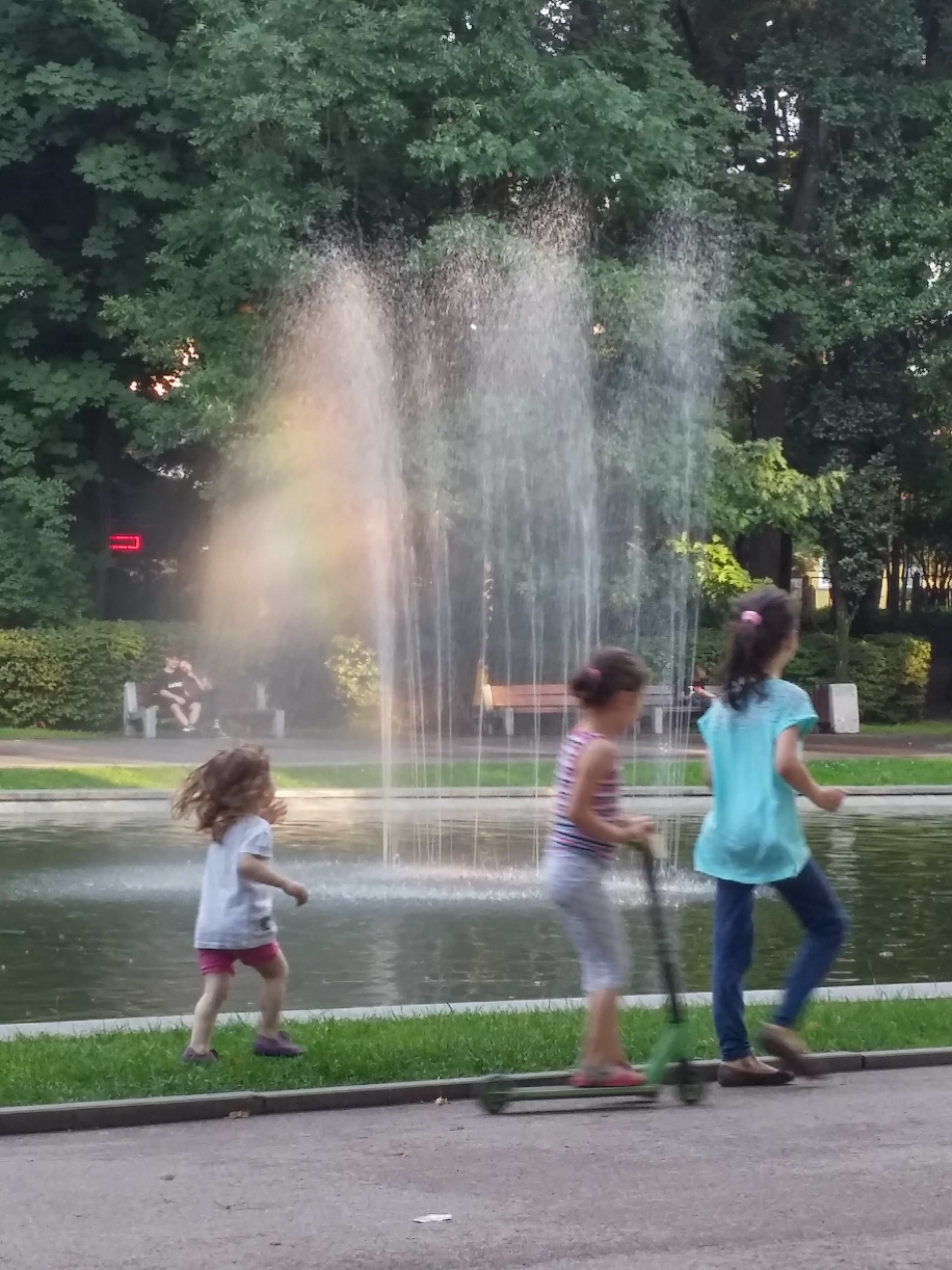
Dzieci na tle parku
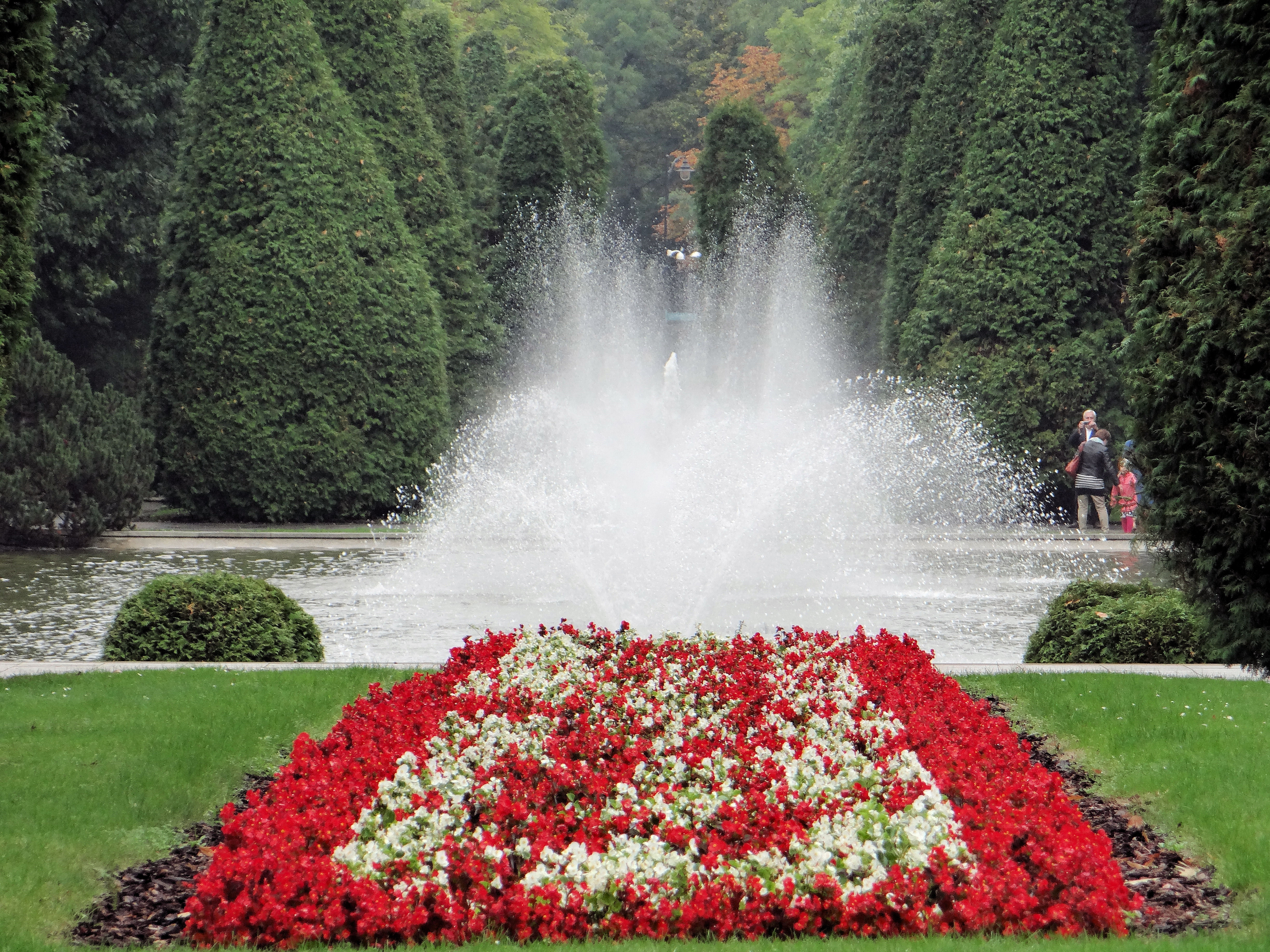
Dywany kwiatowe w parku
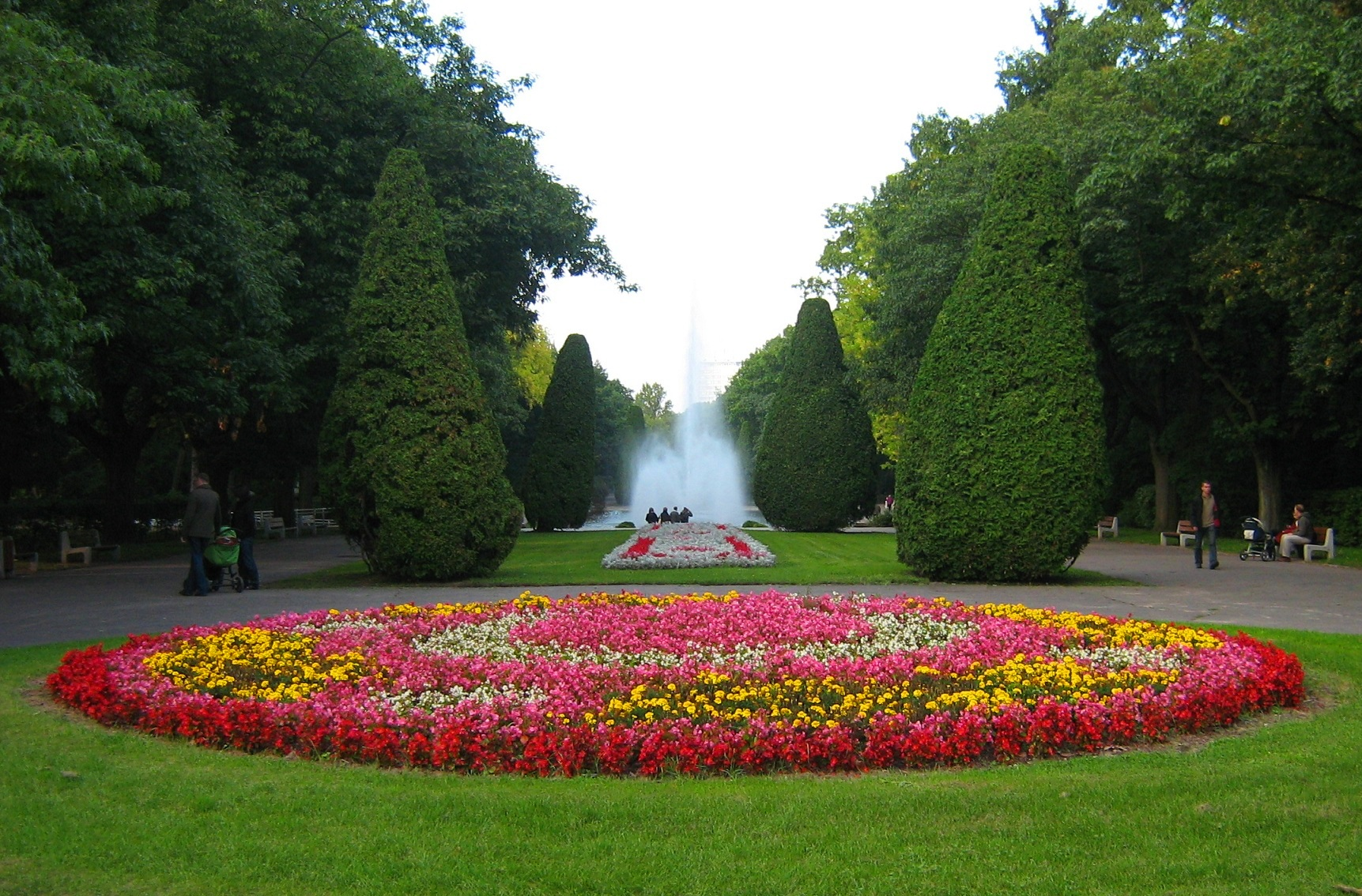
Rabaty kwiatowe w parku
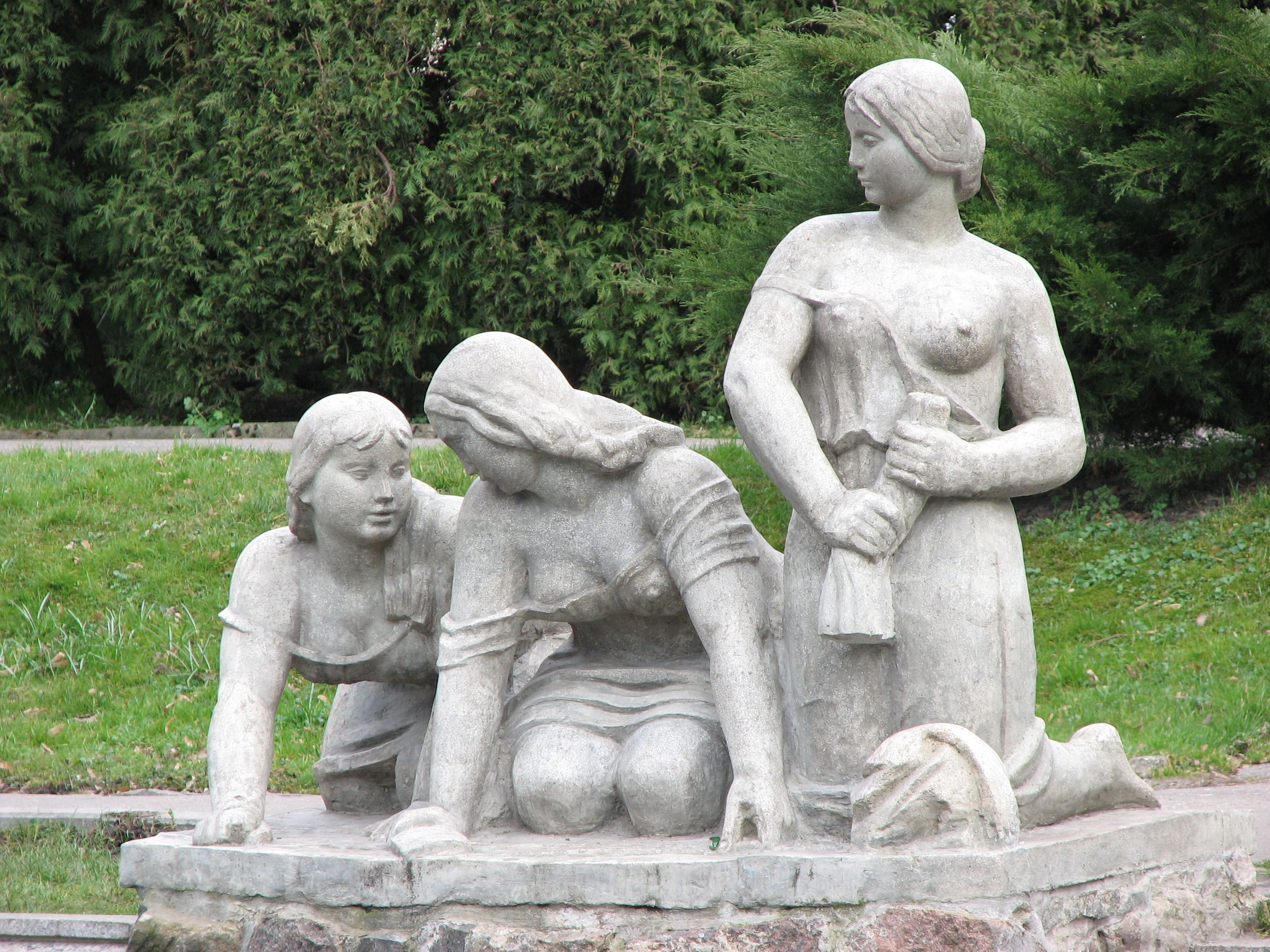
Rzeźba Praczki (1938 r.)
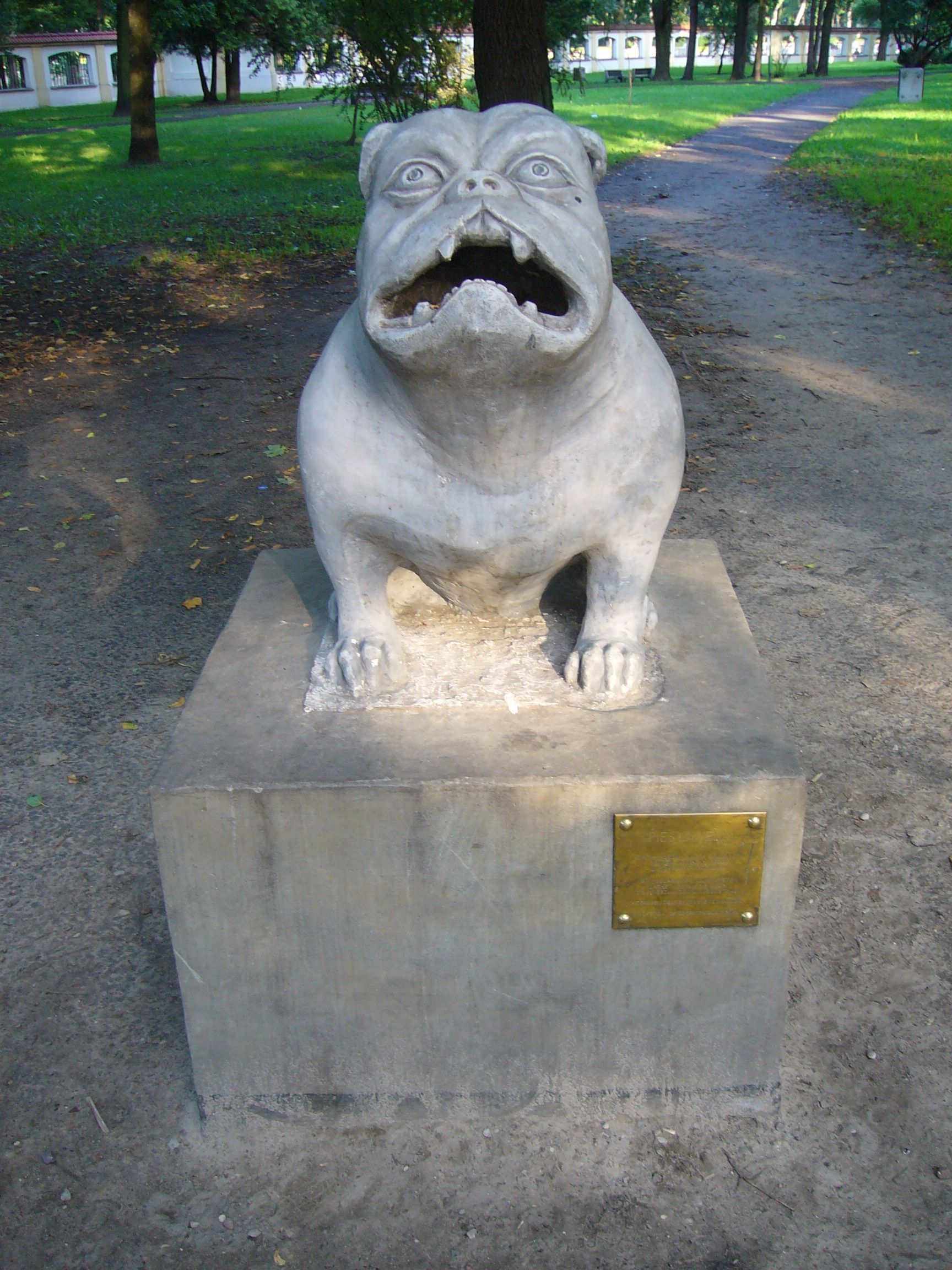
Rzeźba Psa Kawelina
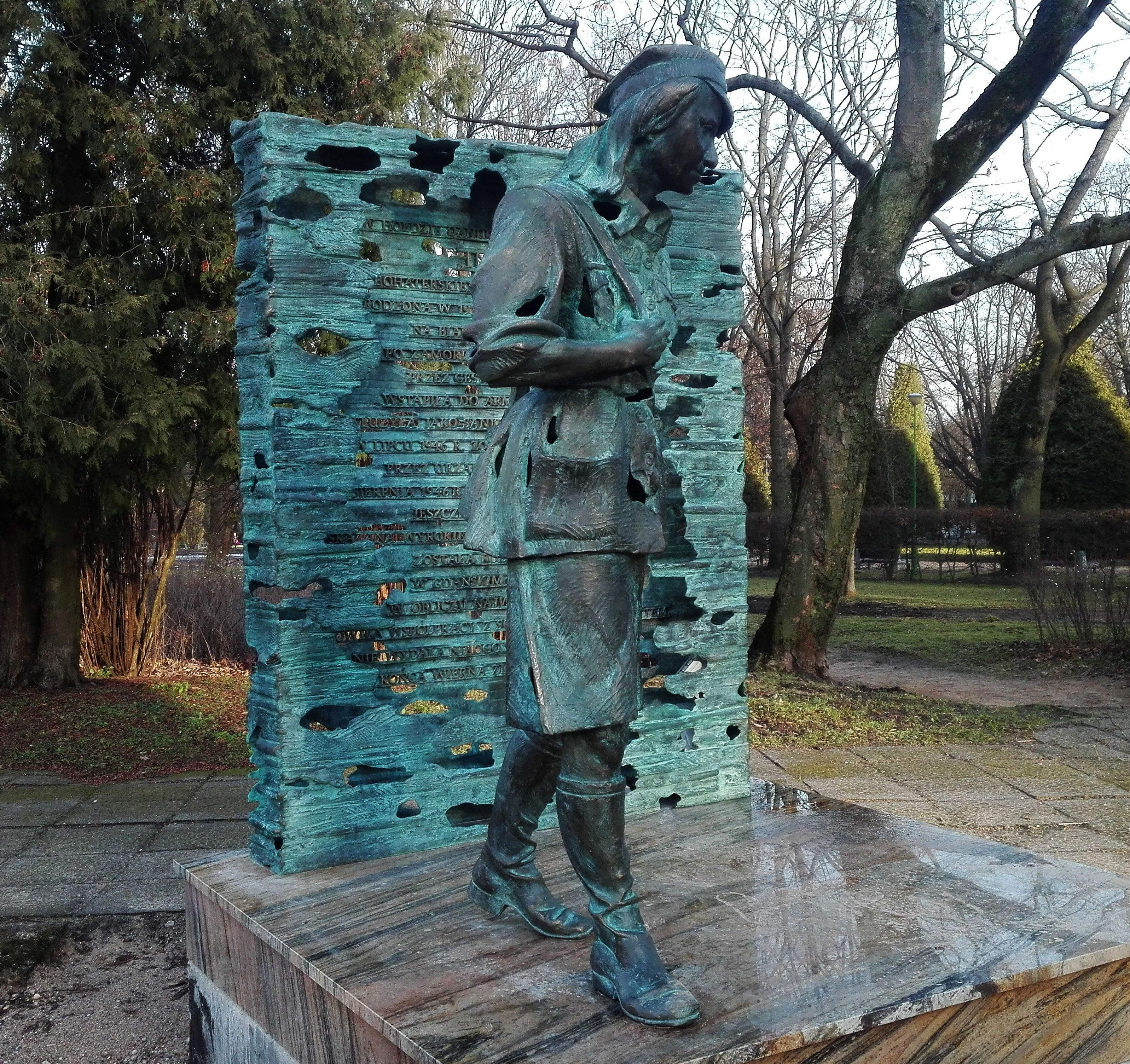
Pomnik Danuta Siedzikówna"Inka"